# Jacob Nacken

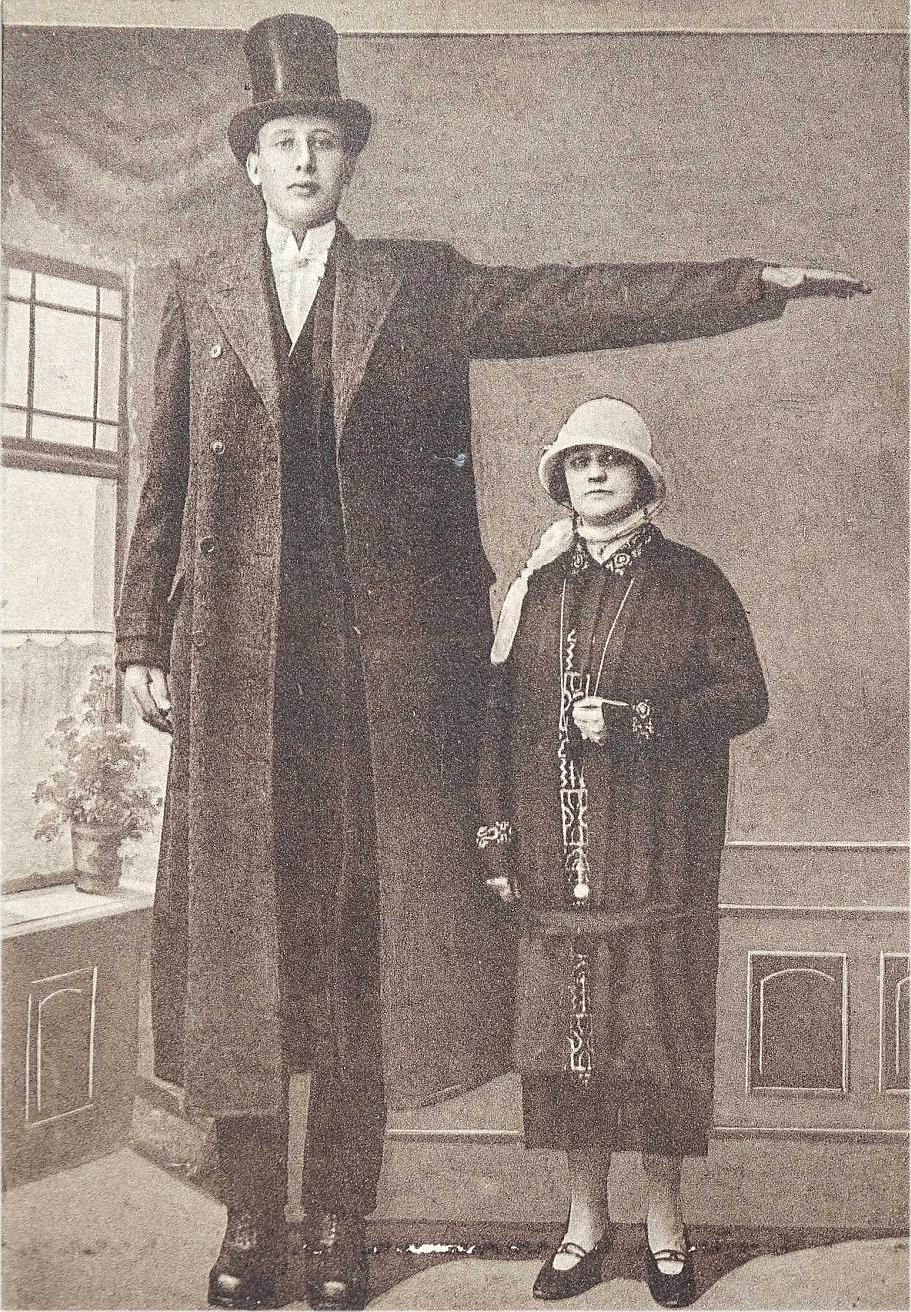
Jacob Nacken vid sexton års ålder.

Jacob Nacken, född 15 februari 1906 i Düsseldorf, död 29 mars 1987, var en tysk cirkusartist och den längsta soldaten som tjänstgjorde för den tyska armén under andra världskriget. Nacken var 221 cm lång.
Hans föräldrar som båda var långa, skulle sammanlagt få fyra barn. Systern Jospehine blev 188 cm och den yngre brodern blev 193 cm. Äldste brodern blev 201 cm lång.
Han kom att uppträda under artistnamnet Uranus, och turnerade i Tyskland och USA för en kringresande cirkus. När kriget bröt ut lämnade han artistlivet i USA och återvände till Tyskland där han värvades till armén. Han blev tillfångatagen i Frankrike i augusti 1944 och blev skickad till Storbritannien som krigsfånge. Han släpptes efter krigsslutet.
År 1949 emigrerade han tillbaka till USA. I december 1949 jobbade han som "världens längsta jultomte". Han var med i flera amerikanska TV-shower. 1955 erhöll han amerikanskt medborgarskap.
Nackens sista offentliga uppträdande som "Världens Längsta Man" hölls 1959 i Manhattan, New York City. Nacken avled 81 år gammal.